# Thomas Berger (Mediziner)
Thomas J. Berger (* 1964 in Wien) ist ein österreichischer Neurologe, der den Lehrstuhl für Neurologie an der Medizinischen Universität Wien innehat. Er übernahm diese Position am 1. November 2018. Zuvor war er stellvertretender Direktor der Abteilung für Neurologie an der Medizinischen Universität Innsbruck. Sein Hauptforschungsschwerpunkt liegt auf der Neuroimmunologie und der Multiplen Sklerose.
Berger hat als Hauptuntersucher (Principal Investigator) an mehr als 70 klinischen (multizentrischen) Therapiestudien zu MS und Neuromyelitis optica (NMO) mitgewirkt. In seiner Forschung hat er zahlreiche immunpathogenetische Subtypen und biologische Marker identifiziert. Darüber hinaus hat er das Österreichische MS-Therapie-Register und die Österreichische Neuromyelitis-optica-Datenbank implementiert und koordiniert.
An der MedUni Wien plant Berger, die Forschung im Bereich der Neuroimmunologie, insbesondere die zugehörige Biomarker-Forschung, weiterzuentwickeln. Er strebt danach, die bereits bestehenden Forschungsgruppen und das genetische Labor der Neurologieabteilung zu nutzen, um patientenzentrierte und grundlegende Forschung in weiteren Bereichen wie Schlaganfällen, demenzartigen Erkrankungen, Epilepsie, motorischen Störungen, neuroonkologischen Erkrankungen, Migräne und anderen neurologischen Schmerzsyndromen, Erkrankungen des peripheren Nervensystems und der Muskulatur zu intensivieren. Ziel ist es, personalisierte Strategien in der Diagnose, Prognose und Behandlung neurologischer Erkrankungen zu entwickeln.
Die Literatur- und Zitationsdatenbank Scopus führt ihn als Autor bzw. Mitautor von 389 Fachpublikationen und schreibt ihm einen h-Index von 57 zu (Stand: 2024).
Berger hat auch führende Rollen in neurologischen Vereinigungen übernommen. Er wurde zum Präsidenten der Österreichischen Gesellschaft für Neurologie (ÖGN) gewählt und ist außerdem Mitglied des Vorstands der Europäischen Akademie für Neurologie (EAN), wo er den Wissenschaftlichen Ausschuss leitet. Diese Positionen ermöglichen es ihm, die Neurologie in Bildung und Weiterbildung, Lehre und Forschung zu fördern und die Zusammenarbeit mit anderen Berufsgruppen, Patienten und weiteren Interessengruppen zu intensivieren.